# Смородинка (приток Остра)
Смородинка — речка в Шумячском районе Смоленской области, левый приток Остра. Длина 10 километров.
Начинается возле деревни Озёрная Шумячского района. Далее течёт на запад мимо деревень Городец и Дубовица и впадает в Остёр напротив деревни Микуличи.
Впадает несколько незначительных ручьёв.